# 廖紀 (尚書)
廖紀（1455年—1532年），字時陳，又字廷陳，號龍灣，直隸河間府東光縣（今河北省東光縣）人，明朝政治人物，官至吏部尚書。

## 生平
成化庚子科（1480年）順天府鄉試第七十五名舉人。弘治三年（1490年）中式庚戌科會試第二百八十九名，二甲第八十九名進士。都察院观政，授吏部考功司主事，歷遷考功司、文選司郎中。正德四年（1509年），任太僕寺少卿。次年改太常寺少卿。正德五年，任四夷館卿。正德七年（1512年），任太常寺卿。正德九年，任工部右侍郎、提督易州山廠，期間拒絕授受賄賂。正德十二年，升任吏部右侍郎。正德十四年，任吏部左侍郎。
明世宗即位後，拜為南京吏部尚書。嘉靖元年（1522年），改南京兵部尚書，參贊機務。此後被彈劾罷免。嘉靖三年，大禮議方定，吏部尚書楊旦赴召，途中彈劾張璁、桂萼，張璁、桂萼一黨的陳洸遂彈劾楊旦而舉薦廖紀，明世宗遂罷免楊旦，以廖紀取代。廖紀則上疏推辭道：“臣已經七十歲，精力不如喬宇，聰明不如楊旦。”當時世宗正厭惡此兩人，遂沒有批准。光祿署丞何淵請建世室，祀興獻帝，下廷議，廖紀持不可。此後三邊總督楊一清召還內閣，張璁等欲起用王瓊，廖紀則舉薦彭澤、王守仁，世宗沒有批准。此後則以鄧璋、王憲名上，竟用王憲。嘉靖五年正月，御史張袞、喻茂堅、朱寔昌以世廟禮成，請寬恕大禮議中得罪的諸臣，張璁、桂萼亦以為請，奏章俱下吏部。廖紀等人列上四十七人，但世宗卻沒有批准。御史魏有本以劾郭勛而救馬永被謫官，給事中沈漢等論救。廖紀從容對答，并舉薦馬永和楊銳，得到世宗批准。廖紀此後因老辭職，得到批准。歷加太子太保、進少保，賜敕乘傳。卒贈少傅，諡僖靖。

## 家族
曾祖廖召興；祖父廖有能；父廖瑄，前母陳氏；母王氏。具庆下。弟廖純。

## 延伸阅读
[在维基数据编辑]
 《國朝獻徵錄·卷之二十五》，出自焦竑《國朝獻徵錄》
 《明史卷二百〇二》，出自《明史》

| 官衔        | 官衔                                                               | 官衔          |
| ----------- | ------------------------------------------------------------------ | ------------- |
| 前任： 楊旦 | 明朝吏部尚書 嘉靖三年甲申十月－嘉靖六年丁亥四月 （1524年－1527年） | 繼任： 羅欽順 |